# Felix Oldenburg

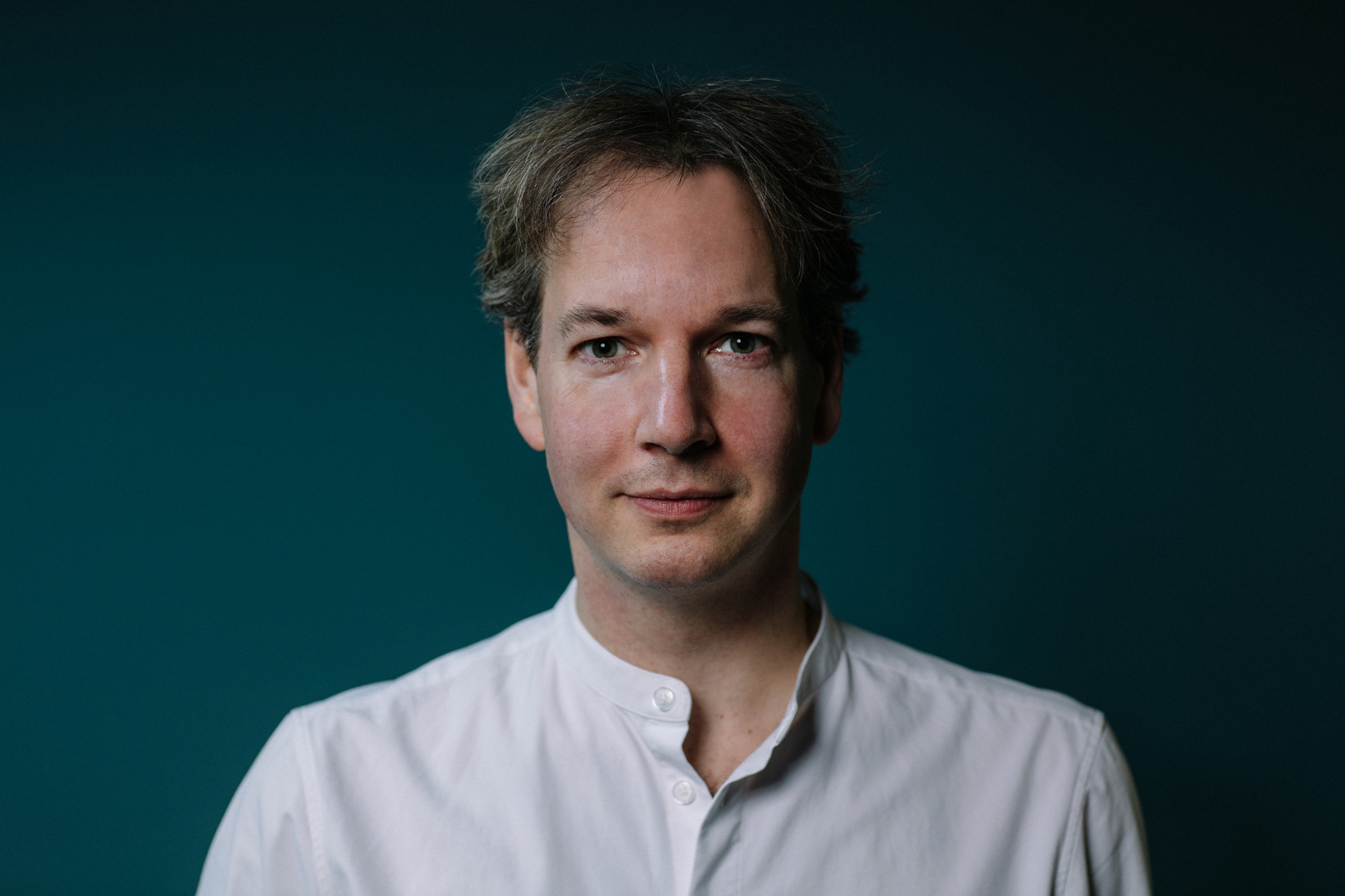
Felix Oldenburg

Felix Oldenburg (* 1976) ist ein deutscher Sozialunternehmer, Verbandsmanager und Publizist. Er ist Mitgründer der Plattform für Stiftungskonten bcause und Vorstand der gemeinnützigen Aktiengesellschaft gut.org, der Muttergesellschaft von Deutschlands größter Online-Spendenplattform Betterplace. Dort war er auch für die Initiative Unterkunft Ukraine verantwortlich.

## Positionen
Oldenburg beteiligt sich mit zahlreichen Beiträgen am Diskurs um die Gegenwart und Zukunft der Philanthropie, des Stiftungswesens und gemeinnützigen Sektors in Deutschland und Europa.
Er sieht Potential für rund 30 Milliarden Euro, die allein in Deutschland zusätzlich für das Gemeinwohl über flexiblere Stiftungsmodelle und -plattformen mobilisiert werden könnten. Er spricht sich für ein „Neues Geben“ aus, das private Vermögen durch Spenden und Impact Investing für die Finanzierung gesellschaftlicher und ökologischer Lösungen nutzt.
Bereits 2019 wies er auf eine sogenannte „Stiftungslücke“ hin. Während die Summe der Spitzenvermögen seit zwei Jahrzehnten in Deutschland steigen, sei die Summe der Stiftungsvermögen weit hinter der Entwicklung zurückgeblieben. Oldenburg verknüpft die Analyse mit drei Vorschlägen zur Verbesserung der Situation.
In der Wochenzeitung Die Zeit erklärte er, dass sich Menschen heute immer früher der Philanthropie zuwenden und nannte dies in Anlehnung an den Gründer von Facebook „Zuckerberg-Effekt“.
Oldenburg wertet die zunehmende Einschränkung der Freiheit zivilgesellschaftlicher Organisationen in Europa (u. a. Ungarn, Türkei, Polen) kritisch und fordert ein verstärktes Engagement der Politik zum Schutz von Stiftungen und NGOs. Er macht sich für eine verstärke Harmonisierung des rechtlichen Rahmens für Stiftungen in Europa stark und plädiert für einen Single Market for Philanthropy. Eine verstärkte Mobilisierung privaten Kapitals für das Gemeinwohl sieht er als Chance für Gesellschaft und Politik.
Oldenburg spricht sich für die Gründung einer sogenannten Datenstiftung aus, um den Missbrauch von Daten abzumildern und Nutzerrechte zu stärken.

## Werdegang
Oldenburg studierte von 1994 bis 2000 Philosophie, Politik- und Musikwissenschaften in Bonn, Tübingen und Oxford sowie von 2004 bis 2005 Policy und Nonprofit Management in der Georgetown University.
2000 wechselte er zu McKinsey & Company in London und war dort bis 2002 Strategieberater für Unternehmen in Deutschland, Schweiz und Großbritannien. Ab 2002 baute er in erster Linie mit Bürgerbeteiligungsverfahren das Geschäftsfeld New Governance bei der IFOK GmbH auf und war Mitinitiator der Europäischen Bürgerkonferenzen.
Von 2009 bis 2016 leitete er die internationale Organisation Ashoka in Deutschland und Europa. In dieser Rolle etablierte er Sozialunternehmertum als neues Feld in Deutschland und baute ein Netzwerk sozialer Gründer und ihrer Unterstützer auf. Dort gründete er neben einigen Länderprogrammen auch die Finanzierungsagentur für Social Entrepreneurship GmbH (FASE).
Von 2016 bis 2020 war er Generalsekretär des Bundesverbandes Deutscher Stiftungen und Vorstandsvorsitzender des europäischen Stiftungs-Dachverbands dafne (inzwischen Philea).
Seit April 2020 ist Oldenburg Fellow beim DIW und war 2019–2023 Mitglied im deutschen Komitee von UNICEF.
Seit September 2020 ist Oldenburg Vorstand der gemeinnützigen Aktiengesellschaft gut.org, der Muttergesellschaft von Deutschlands größter Online-Spendenplattform Betterplace.org.
Im April 2021 hat Oldenburg die Plattform für Stiftungskonten bcause mitgegründet, welches das Engagement mit privatem Vermögen vereinfacht.
Seit Februar 2022 hat die von ihm verantwortete Initiative #Unterkunft Ukraine über 60.000 Flüchtenden kostenlose, private Unterkunft vermittelt.
Im März 2025 erschien sein Buch Der gefesselte Wohlstand.

## Auszeichnungen
- 2023 German Startup Awards Top 3 „Impact Entrepreneur des Jahres“ des Deutschen Startup-Verbands
- 2022 #1 auf der Liste OMR50 2022 von Online Marketing Rockstars (mit Markus Diekmann und Lukas Kunert)
- 2007 Deutscher PR-Preis der Deutschen Public Relations Gesellschaft mit den Europäischen Bürgerkonferenzen
- 2010, 2012, 2014 Nennung in der Auflistung „Deutschlands Top 40 unter 40“ in der Rubrik „Staat und Gesellschaft“ als Ashoka Direktor Deutschland/Europa im Wirtschaftsmagazin Capital[17]

## Veröffentlichungen (Auswahl)
- Der gefesselte Wohlstand. Wo die Milliarden liegen, mit denen wir die Welt verbessern können. Econ, Berlin 2025, ISBN 978-3-430-21201-4.
- Wer hilft, darf auch Profite machen, in: Die Zeit, 15/2016[18]
- Wegbereiter von Milliardenmärkten (How To Trigger Markets for Millions), in: Harvard Business Manager, Mai 2015
- Ist sozial das neue grün? (Is Social the New Green?), in: Wirtschaftswoche Online, 22. Dezember 2012[19]
- Beteiligung – ein Programm für Politik, Wirtschaft und Gesellschaft, Heidelberg, 2007 (mit Hans-Peter Meister und Andrea Fischer)